# Sotiris Kaiafas
Sotiris Kaiafas (* 17. prosinec 1949, Nicosia) je bývalý kyperský fotbalista. Nastupoval především na postu útočníka.

## Kariéra
S klubem AC Omonia Nicosia se stal devětkrát kyperským mistrem (1971/72, 1973/74, 1975/76, 1976/77, 1978/79, 1980/81, 1981/82, 1982/83, 1983/84) a pětkrát získal kyperský pohár (1971/72, 1973/74, 1979/80, 1981/82, 1982/83). Osmkrát byl nejlepším střelcem kyperské ligy. V roce 1976 získal ocenění Zlatá kopačka pro nejlepšího ligového střelce Evropy, když v jednom ročníku kyperské ligy nastřílel 39 branek. O sezónu později nastřílel v kyperské lize 44 gólů, což je dodnes kyperský rekord.
V roce 2004 ho kyperská fotbalová federace nominovala do výběru UEFA Jubilee 52 Golden Players, jakožto nejlepšího kyperského fotbalistu posledních padesáti let.